# Ministère français
Pour les autres articles nationaux ou selon les autres juridictions, voir Ministère (gouvernement).
Ne doit pas être confondu avec Ministère public (France).
 (juin 2017).
Si vous disposez d'ouvrages ou d'articles de référence ou si vous connaissez des sites web de qualité traitant du thème abordé ici, merci de compléter l'article en donnant les références utiles à sa vérifiabilité et en les liant à la section « Notes et références ».
En France, un ministère est une division de l'administration publique centrale chargé de mettre en œuvre la politique gouvernementale dans un domaine précis. Le ministre, membre du gouvernement qui dirige ce ministère, est nommé par le président de la République. Il est assisté par un cabinet et a autorité sur les administrations de l’État.

## Histoire

### Ancien Régime (XVIIe–XVIIIesiècles)
Sous l'Ancien Régime, le roi gouvernait avec l'aide de ministres. Ces ministres étaient nommés par le roi pour gérer différents aspects de l'administration. On peut citer le ministère de la Guerre, le ministère des Finances, le ministère des Affaires étrangères... Ces ministères ont joué un rôle crucial dans l'exercice du pouvoir royal et dans la gestion des affaires de l'État.

### Révolution française (1789-1799)
La Révolution française a mis fin à la monarchie absolue et a établi la Première République en 1792. Le système ministériel a subi des changements majeurs pendant cette période. Les ministres étaient désormais choisis par l'Assemblée nationale et répondaient devant elle. Le rôle des ministères s'est également étendu pour refléter les nouvelles valeurs républicaines.
Sous la Constituante, la loi des 27 avril – 25 mai 1791 supprime quatre secrétaires d'État existant — à savoir : le secrétaire d'État de la Guerre, celui de la Marine, celui des Affaires étrangères et celui de la Maison du roi — et leur substitue six ministres — à savoir : le ministre de la Justice, celui de la Guerre, celui de la Marine, celui de l'Intérieur, celui des Contributions et Revenus publics et celui des Affaires étrangères — dont elle fixe les attributions,. La création des ministères relève ainsi du législateur.
Sous le Directoire, l'article 150 de la Constitution du 5 fructidor an III (22 août 1795) réserve au Corps législatif — c'est-à-dire au Conseil des Cinq-Cents et à celui des Anciens — la fixation des attributions des ministres et de leur nombre, celui-ci devant être de six au moins et de huit au plus,,.

### Premier Empire (1804-1814)
Napoléon Bonaparte a établi le Premier Empire et a réorganisé le gouvernement en créant des ministères modernes avec une structure plus formelle. Il a nommé des ministres responsables de domaines tels que l'Intérieur, la Justice, la Guerre, les Finances, etc. Ces ministres étaient directement responsables devant Napoléon et jouaient un rôle essentiel dans la gestion de l'Empire.

### Restauration et monarchie de Juillet (1815-1848)
Après la chute de Napoléon, la Restauration a ramené la monarchie en France, suivie de la monarchie de Juillet. Le système ministériel a été rétabli, et les différents régimes ont eu des configurations différentes, mais les ministères de base ont été maintenus, tels que les Affaires étrangères, l'Intérieur, les Finances...

### Deuxième République (1848-1852)
La Deuxième République a été proclamée en 1848, et un gouvernement provisoire a été mis en place. Les ministères ont été réorganisés, et de nouveaux ministères ont été créés pour répondre aux besoins de la république naissante.
L'article 66 de la Constitution du 4 novembre 1848 réserve au pouvoir législatif — c'est-à-dire à l'Assemblée nationale législative — la fixation du nombre des ministres et de leurs attributions,,. La création des ministères relève ainsi du législateur.

### Second Empire (1852-1870)
Napoléon III a établi le Second Empire et a nommé des ministres qui l'aidaient à gouverner. Les ministères ont été réorganisés pour renforcer le pouvoir de l'Empereur, et certains ministères ont été fusionnés pour créer une plus grande centralisation.

### Troisième République (1870-1940)
Après la chute du Second Empire, la Troisième République a été proclamée. Les ministères français ont été réorganisés pour répondre aux exigences d'une république parlementaire. La Troisième République a duré jusqu'à l'invasion allemande de 1940 pendant la Seconde Guerre mondiale. Pendant cette période, les ministères ont joué un rôle essentiel dans la stabilité et la gestion du pays.
Nulle disposition des lois constitutionnelles des 24, 25 février et 16 juillet 1875 ne réserve au législateur — c'est-à-dire à la Chambre des députés et au Sénat — la fixation du nombre et des attributions des ministres. Sous la présidence de Jules Grévy, par des décrets du 14 novembre 1881, Léon Gambetta, président du Conseil, crée trois ministères : celui de l'Agriculture, celui des Postes et celui des Arts. La doctrine, telle qu'exposée par Eugène Pierre, est que tout député a le droit de déposer une proposition de loi ayant pour objet de décider, soit la création ou la suppression d'un ministère, soit qu'à l'avenir, le nombre et les attributions des divers ministères seront fixés par la loi.
L'article 8 de la loi du 20 juin 1920 confie au législateur « la création des ministères » et « les transferts d'attributions d'un département ministériel à un autre »,. Il ne sera jamais effectivement appliqué et sera abrogé par l'article 2 de la loi no 45-01 du 24 novembre 1945,.

### Quatrième République (1946-1958)
Après la fin de la Seconde Guerre mondiale, la Quatrième République a été établie, et les ministères français ont continué à jouer un rôle central dans le gouvernement. Cependant, la Quatrième République a été confrontée à des problèmes de gouvernabilité et a été marquée par une instabilité ministérielle fréquente.

### Cinquième République (depuis 1958)
En 1958, la Cinquième République a été instaurée avec l'adoption d'une nouvelle constitution. Ce nouveau système a renforcé le rôle du président, qui nomme le Premier ministre et les ministres. Les ministères sont devenus plus stables, et leur structure a été largement maintenue depuis cette époque.
Les intitulés et place dans la hiérarchie officielle des ministères sont bien souvent le reflet des politiques menées par un gouvernement. De même les créations, modifications, regroupements (rares) de ministères correspondent aux évolutions de la société : fusion des ministères de l'Urbanisme et des Travaux publics pour donner le ministère de l'Équipement en 1966, création du ministère de l'Environnement dans les années 1970, création du ministère des Droits de la femme en 1981, création du ministère de l'Économie solidaire…
Depuis les années 1980, beaucoup de personnalités politiques promettent un « gouvernement resserré », mais au cours de la Ve République, rares sont les gouvernements à être passés sous la barre des 30 membres. De même, certains hommes politiques souhaitent la pérennité des ministères. Sous la présidence de Nicolas Sarkozy, le Comité de réflexion et de proposition sur la modernisation et le rééquilibrage des institutions de la Ve République, présidé par Édouard Balladur, après avoir relevé que le nombre de ministres est, en général, plus élevé en France que dans les autres démocraties, considère cependant « ni utile ni opportun de prévoir qu'une loi organique fixerait la structure du Gouvernement ». En effet, le président de la République et le Premier ministre doivent conserver, estime-il, des possibilités d'adaptation de la structure gouvernementale aux problèmes du moment et à la réforme de l'État. Il ne préconise pas davantage la fixation par une loi organique, du nombre maximal des membres du Gouvernement. Pour autant, le projet de révision constitutionnelle de 2008 prévoira de limiter le nombre de ministres, mais cette disposition du projet sera rejetée par l'Assemblée nationale.

## Structures permanentes et structures variables
Ni le mot ni même le concept de ministère ne sont dans la Constitution française : elle organise, à très grands traits, les rapports entre le Premier ministre, les autres ministres et les autres organes (Président de la République, Parlement, Conseil d'État, etc.). Selon la Constitution, l'organisation de l'exécutif est une prérogative du gouvernement lui-même, et cette organisation peut, en théorie, être changée librement, sous la seule contrainte du respect des lois garantissant les personnes concernées.
Cependant, la Constitution fait mention de toute une liste d'emplois dont, notamment, les préfets, les recteurs des académies, et les directeurs des administrations centrales. Ainsi la Constitution reconnait-elle implicitement toute une série de structures des ministères : les administrations centrales, les préfectures (et donc, indirectement, les administrations déconcentrées dont le préfet est le chef), et les académies.
Le nombre de ministères n'est fixé ni par la Constitution ni par la loi. L'existence des ministères résulte de décrets, pris « en conseil d'État ». Ces décrets restent en vigueur en permanence, même si le premier acte de l'exécutif, à savoir la formation du gouvernement, en modifie les attributions et les contours, ainsi que la dénomination. À cette occasion, des regroupements ou des séparations peuvent avoir lieu, formalisés par de nouveaux décrets constitutifs ou modificatifs.
Le conseil d'État assure la permanence des ministères : il faut lui soumettre toute modification, et, en tant que juge administratif suprême, il doit savoir à quel ministère il lui faut s'adresser pour faire exécuter une de ses décisions, relative à un problème ancien né parfois longtemps avant que le ministère n'existe, voire avant même la naissance de la Ve République. Les contingences de dénomination sont traitées par deux moyens :
- l'emploi de la locution « chargé de » : ainsi existera-t-il toujours un ministère « chargé des anciens combattants », même si rien, dans la structure gouvernementale, ne vient rappeler cela.
- pour les grands ministères, l'emploi d'une dénomination permanente, indépendante des vicissitudes locutoires : ainsi le conseil reconnait-il un « ministère de l'intérieur » ou un « ministère de l'agriculture », bien que leurs noms officiels, leurs attributions et leurs périmètres changent plusieurs fois par décennie.

En 2007, dans un avis,, de sa section des finances, le Conseil d'État a défini « la notion même de ministère » ou de « département ministériel » comme « l'ensemble des services et des corps, placés sous l'autorité d'un même ministre qui exerce à leur égard l'ensemble des pouvoirs du chef de service ».

## Fonction
Au sein du pouvoir exécutif, les pouvoirs initialement concentrés au sommet sont progressivement diffusés par :
- la création, par une loi ou un décret, de structures autonomes, dotées de compétences spécialisés : le gouvernement confie à d'autres organes (des établissements publics d'État, par exemple) certains pouvoirs qu'il détient ;
- la création du gouvernement, par laquelle le premier ministre dote les ministres en compétences et champs d'action, à charge pour lui de gérer les trous et les collisions s'il y a lieu ;
- l'attribution, par chaque ministre, des pouvoirs dont il est investi à d'autres personnes, puisque le ministre ne peut pas tout faire. Ainsi naissent les ministères.

Les ministères ont deux fonctions de base :
- concevoir et superviser des politiques et leur concrétisation (les textes normatifs, lois, règlements et décisions, qui les matérialisent) : c'est la tâche de l'administration centrale ;
- appliquer ces politiques : c'est le rôle des services déconcentrés ou des services à compétence nationale.

En outre, les ministères gèrent des moyens (personnel, argent…) et assurent la tutelle ou le contrôle, dans leurs champs de compétence, d'organes dotés de pouvoirs ou de compétences propres.

## Organisation interne

### Le ministre et son cabinet

#### Le ministre

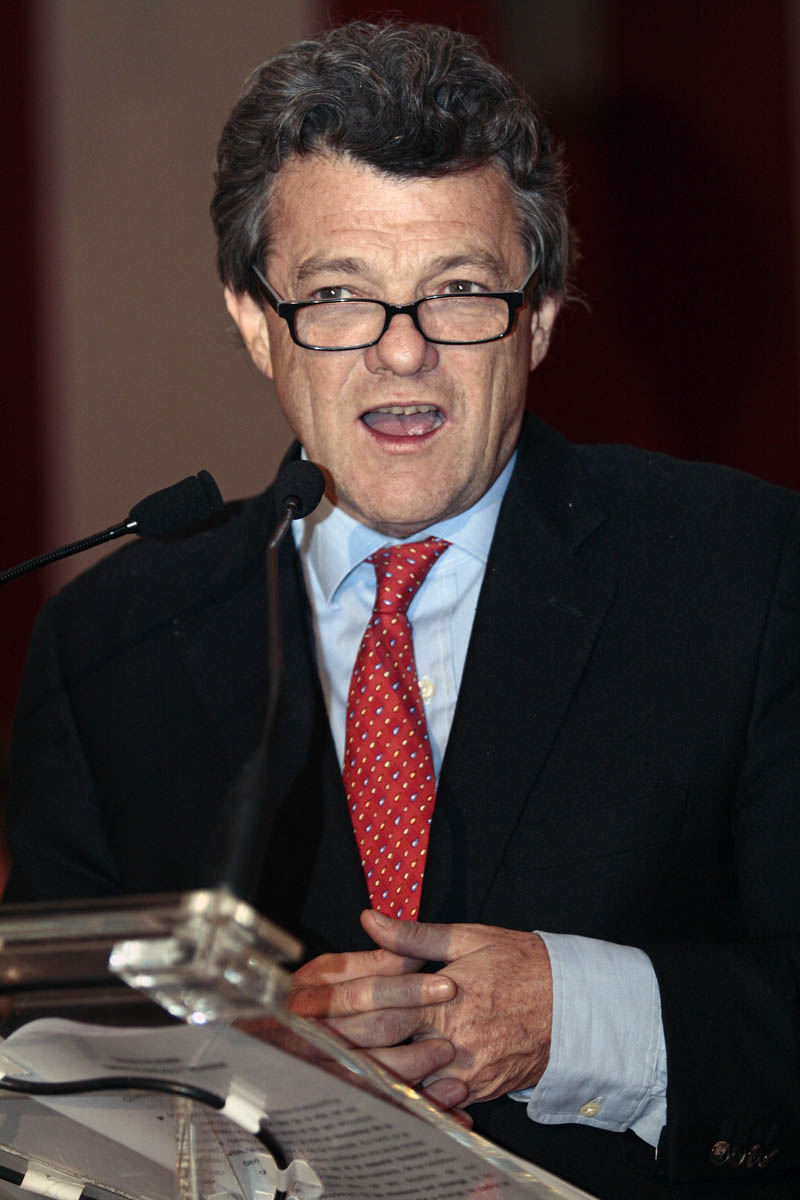
Jean-Louis Borloo fut ministre délégué entre 2002 et 2004, ministre entre 2004 et 2007 puis ministre d’État de 2007 à 2010 (gouvernements, Dominique de Villepin, et).

À la tête du ministère se trouve le ministre (ou ministre d’État). Le regroupement récent des ministères détachés au fil du temps du ministère de l'Intérieur en « super-ministères » a conduit à la multiplication des ministres délégués, secrétaires d'État ou ministre auprès d'un ministre, qui se voient confier la supervision d'un secteur du ministère.
Sur la proposition du Premier ministre, le président de la République nomme les autres membres du Gouvernement et met fin à leurs fonctions (article 8 de la Constitution). Les nominations se font par un décret.
Les fonctions de membre du Gouvernement sont incompatibles avec l’exercice de tout mandat parlementaire, de toute fonction de représentation professionnelle à caractère national et de tout emploi public ou de toute activité professionnelle (article 23 de la Constitution).
Les attributions de chaque ministre sont fixées par décrets délibérés en conseil des ministres, après avis du Conseil d'État, ainsi que les administrations sur lesquelles il a autorité, et celles dont il dispose et auxquelles il fait appel.
Les membres du Gouvernement ont accès aux assemblées du Parlement (Assemblée nationale et Sénat). Ils sont entendus quand ils le demandent (article 31 de la Constitution).
La rémunération des ministres est, depuis 2012, de 1,4 fois la moyenne du traitement le plus élevé et du traitement le plus bas perçu par les fonctionnaires occupant des emplois de l'État classés dans la catégorie « hors échelle ».

#### Le cabinet

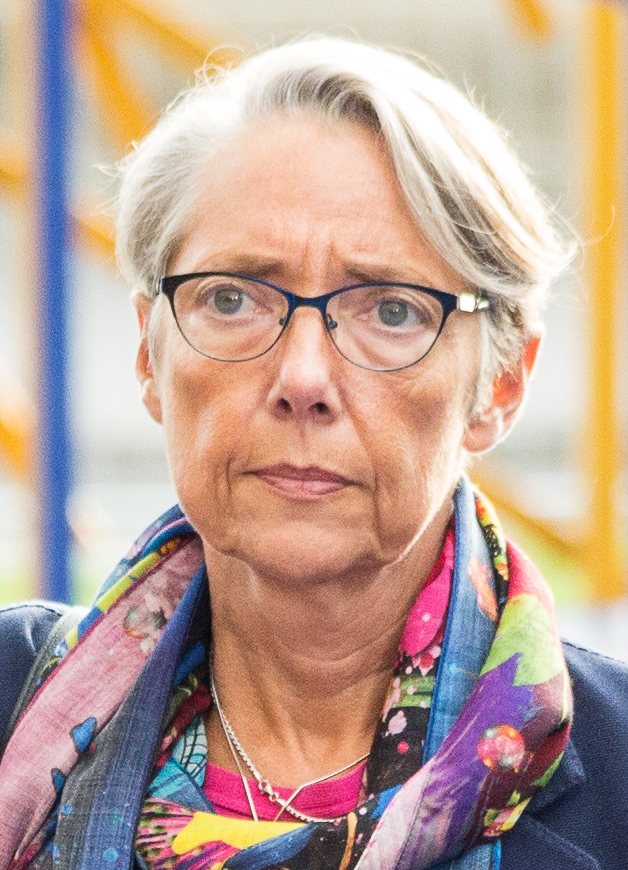
De 2014 à 2015, Élisabeth Borne fut directrice de cabinet de Ségolène Royal, ministre de l’Environnement, de l’Énergie et de la Mer, avant d’être elle-même ministre en 2019. Ce fut également le cas de Dominique de Villepin (directeur de cabinet d’Alain Juppé de 1993 à 1995, avant d’être lui-même ministre entre 2002 et 2005).

Le ministre est aidé dans ses fonctions par son cabinet qui regroupe entre dix et vingt personnes. Il s’agit soit de proches politiques qui travaillent depuis longtemps avec le ministre (anciens attachés parlementaires, militants, collaborateurs dans une mairie), soit de hauts fonctionnaires recrutés dans l’administration, et qui ont choisi de se marquer politiquement. Le directeur de cabinet est généralement issu de cette dernière catégorie. Le sort des membres du cabinet est directement lié au ministre, et en cas de changement de fonctions de celui-ci, tous les membres sont généralement remplacés, les fidèles du ministre le suivent, et les fonctionnaires retournent dans l’administration. Depuis 2001, les membres du cabinet bénéficient d’« indemnités pour sujétions particulières » intégrés à leur fiches de paie (auparavant, ces bonus étaient versés en liquide et n’étaient pas déclarés),,.
Chaque année, une annexe au projet de loi de finances (« jaune budgétaire ») dresse la situation du personnel affecté dans les cabinets. Selon le député PS René Dosière, le coût d’un ministre et de son cabinet (du temps du gouvernement François Fillon) est de 17 millions d’euros par an. Le poste le plus important est celui du personnel,,.

### Administration civile
« Le Gouvernement détermine et conduit la politique de la Nation.

Il dispose de l'administration et de la force armée. »
—  Article 20 de la Constitution
« Les conseillers d'État, le grand chancelier de la Légion d’honneur, les ambassadeurs et envoyés extraordinaires, les conseillers maîtres à la Cour des comptes, les préfets, les représentants de l’État dans les collectivités d’outre-mer […] et en Nouvelle-Calédonie, les officiers généraux, les recteurs des académies, les directeurs des administrations centrales sont nommés en conseil des ministres. »
—  Article 13 de la Constitution
Placées sous l’autorité du Premier ministre et de chacun des ministres, les administrations civiles de l’État se composent, d’une part, d’administrations centrales et de services à compétence nationale, d’autre part, de services déconcentrés. La répartition des missions entre les administrations centrales, les services à compétence nationale et les services déconcentrés s’organise selon les principes suivants : Sont confiées aux administrations centrales et aux services à compétence nationale les seules missions qui présentent un caractère national ou dont l’exécution ne peut être déléguée à un échelon territorial. Les autres missions, et notamment celles qui intéressent les relations entre l'État et les collectivités territoriales, sont confiées aux services déconcentrés.

#### Administration centrale

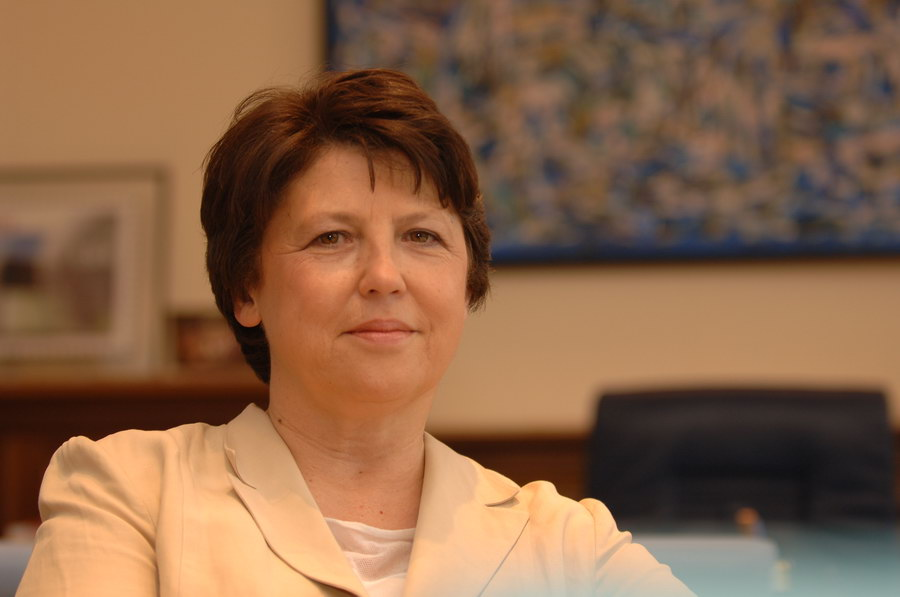
Martine Aubry a travaillé dans l’administration du ministère du Travail et fut directrice des relations du travail entre 1984 et 1987, avant de devenir ministre du Travail, de l’Emploi et de la Formation professionnelle entre 1991 et 1993 (gouvernements Édith Cresson puis Pierre Bérégovoy), puis ministre de l’Emploi et de la Solidarité entre 1997 et 2000 (gouvernement Lionel Jospin).

Le secrétaire général assure une mission générale de coordination des services et de modernisation du ministère. Il peut être chargé, par arrêté du ministre, de missions de coordination particulières, portant sur certains dossiers, ou l'activité de certains services. L'organisation des services centraux de chaque ministère en directions générales, directions et services est fixée par décret, leur organisation en sous-directions est fixée par un arrêté du ministre concerné.
Chaque ministre est assisté d’un haut fonctionnaire de défense et de sécurité, d’un haut fonctionnaire au développement durable, d’un responsable ministériel aux normes, chargé de mettre en œuvre les normes dans le périmètre du ministère.
Missions, délégations, commissariats, désignent en général des services plus légers et moins pérennes, chargés d'une mission transversale ou ponctuelle. Des commissions interministérielles travaillent également sur des sujets transverses.
Enfin, les inspections disposent d'un rattachement direct au ministre en raison des missions particulières qui leur sont confiées.
Les administrations centrales assurent au niveau national un rôle de conception, d’animation, d’orientation, d’évaluation et de contrôle. À cette fin, elles participent à l’élaboration des projets de loi et de décret et préparent et mettent en œuvre les décisions du Gouvernement et de chacun des ministres. Astreinte au principe d’impartialité de la fonction publique, l’administration incarne la continuité de l’État, quelle que soit la majorité en place.
Les services à compétence nationale peuvent se voir confier des fonctions de gestion, d’études techniques ou de formation, des activités de production de biens ou de prestation de services ainsi que toute autre mission à caractère opérationnel présentant un caractère national et correspondant aux attributions du ministre sous l’autorité duquel ils sont placés.
Les membres du gouvernement, les membres des cabinets ministériels et toute autre personne exerçant une fonction nommée en Conseil des ministres adressent une déclaration de situation patrimoniale et une déclaration d’intérêts au président de la Haute Autorité pour la transparence de la vie publique.
Lors de la constitution du gouvernement Édouard Philippe, une circulaire précise les tâches respectives des membres des cabinets ministériels et des directeurs d'administration centrale : les cabinets « doivent être centrés sur des fonctions politiques et veiller à l’explication de l’action et de la communication relative à celle-ci » et les directeurs d’administration centrale « ont en charge de mener à bien les politiques publiques dans le cadre de l’action gouvernementale ». La circulaire recommande de ne pas doubler au cabinet les fonctions de l'administration.

#### Services déconcentrés
Pour exercer leurs missions, les services déconcentrés des administrations civiles de l’État sont, sauf disposition législative contraire ou exception prévue par décret en Conseil d’État, organisés dans le cadre de trois types de circonscriptions territoriales : régionale, départementale, d’arrondissement.
La circonscription régionale est l’échelon territorial :
- de la mise en œuvre des politiques nationale et communautaire en matière de développement économique et social et d’aménagement du territoire ;
- de l’animation et de la coordination des politiques de l’État relatives à la culture, à l’environnement, à la ville et à l’espace rural ;
- de la coordination des actions de toute nature intéressant plusieurs départements de la région[28].

Le préfet de région est le garant de la cohérence de l’action de l'État dans la région. Il a autorité sur les préfets de département, il est responsable de l’exécution des politiques de l’État dans la région. Il a autorité sur les chefs des services déconcentrés à l’échelon régional des administrations civiles de l’État.
La circonscription départementale est l’échelon territorial de mise en œuvre des politiques nationale et communautaire. L’arrondissement est le cadre territorial de l’animation du développement local et de l’action administrative locale de l’État. Le préfet de département met en œuvre les politiques nationales et communautaires. Il a autorité sur les chefs des services déconcentrés à l’échelon départemental des administrations civiles de l’État. le sous-préfet d'arrondissement est le délégué du préfet dans l'arrondissement.
Par exemple le rectorat et la direction des services départementaux de l'Éducation nationale sont les services déconcentré du ministère de l’Éducation nationale.
Les services des conseils départementaux et des conseils régionaux n’entrent pas dans cette catégorie, ce sont des collectivités territoriales.

## Prise en compte des objectifs de développement durable
Dans l'organisation des ministères, la prise en compte des objectifs de développement durable diffère selon que l'on s'intéresse au fonctionnement interne des ministères, ou bien aux politiques publiques.

### Plan ministériel administration exemplaire (PMAE)
Chaque ministère doit établir un Plan ministériel administration exemplaire (PMAE), pour ce qui est du fonctionnement interne du ministère. Ce plan décrit le processus de concertation qui permet de l'élaborer et de le suivre, dresse l'état des lieux de l'écoresponsabilité mise en œuvre dans le fonctionnement des services du ministère et de ses établissements publics sous tutelle, et présente les orientations stratégiques et les plans d'actions pour une durée de cinq ans. Le plan d'action précise les objectifs, les actions, et les structures du ministère responsables des actions.

### Politiques publiques
Les objectifs de développement durable concernant les acteurs externes aux ministères et à leurs établissements sous tutelle, c'est-à-dire relevant des politiques publiques de l'État, sont pris en compte par les grandes directions des ministères, par exemple, pour le ministère de l'agriculture, par la Direction générale de la performance économique et environnementale des entreprises (DGPE), la Direction générale de l'alimentation (DGAL), et la Direction générale de l'enseignement et de la recherche (DGER).

## Liste des ministères
Le tableau suivant détaille les attributions de chaque ministre du gouvernement François Bayrou.
| Ministres                                                                                       | Directions de l’administration centrale sous l’autorité du ministre |
| ----------------------------------------------------------------------------------------------- | --- |
| Premier ministre, chargé de la planification écologique et énergétique                          | - Secrétariat général du Gouvernement (Premier ministre) - Secrétariat général des Affaires européennes (Premier ministre) - Secrétariat général de la Défense et de la Sécurité nationale (Premier ministre) - Secrétariat général de la Mer (Premier ministre) - Secrétariat général pour l'Investissement (Premier ministre) - Secrétariat général à la Planification écologique (Premier ministre) - Direction générale de l'Administration et de la Fonction publique (Premier ministre + Action publique) - Direction interministérielle du Numérique (Premier ministre + Action publique) - Direction interministérielle de la Transformation publique (Action publique) |
| Ministre de l’Action publique, de la Fonction publique et de la Simplification                  | - Secrétariat général du Gouvernement (Premier ministre) - Secrétariat général des Affaires européennes (Premier ministre) - Secrétariat général de la Défense et de la Sécurité nationale (Premier ministre) - Secrétariat général de la Mer (Premier ministre) - Secrétariat général pour l'Investissement (Premier ministre) - Secrétariat général à la Planification écologique (Premier ministre) - Direction générale de l'Administration et de la Fonction publique (Premier ministre + Action publique) - Direction interministérielle du Numérique (Premier ministre + Action publique) - Direction interministérielle de la Transformation publique (Action publique) |
| Ministre de l'Intérieur                                                                         | - Direction générale des Collectivités locales (Territoires) - Direction générale de la Police nationale (Intérieur) - Direction générale de la Sécurité intérieure (Intérieur) - Direction générale de la Gendarmerie nationale (Intérieur) - Direction générale des Étrangers en France (Intérieur) - Direction générale de la Sécurité civile et de la Gestion des crises (Intérieur) - Direction générale des Outre-mer (Outre-mer) - Secrétariat général du ministère de l’Intérieur |
| Ministre des Outre-mer                                                                          | - Direction générale des Collectivités locales (Territoires) - Direction générale de la Police nationale (Intérieur) - Direction générale de la Sécurité intérieure (Intérieur) - Direction générale de la Gendarmerie nationale (Intérieur) - Direction générale des Étrangers en France (Intérieur) - Direction générale de la Sécurité civile et de la Gestion des crises (Intérieur) - Direction générale des Outre-mer (Outre-mer) - Secrétariat général du ministère de l’Intérieur |
| Ministre de l’Aménagement du territoire et de la Décentralisation                               | - Direction générale de l’Aménagement, du Logement et de la Nature (Transition écologique + Territoires) - Direction générale de l'Énergie et du Climat (Transition écologique + Territoires + Économie) - Direction générale des Infrastructures, des Transports et des Mobilités (Territoires) - Direction générale de l'Aviation civile (Territoires) - Direction générale de la Prévention des risques (Transition écologique) - Direction générale des Affaires maritimes, de la Pêche et de l'Aquaculture (Transition écologique) - Secrétariat général du ministère de l’Écologie et du Développement durable                                                            |
| Ministre de la Transition écologique, de la Biodiversité, de la Forêt, de la Mer et de la Pêche | - Direction générale de l’Aménagement, du Logement et de la Nature (Transition écologique + Territoires) - Direction générale de l'Énergie et du Climat (Transition écologique + Territoires + Économie) - Direction générale des Infrastructures, des Transports et des Mobilités (Territoires) - Direction générale de l'Aviation civile (Territoires) - Direction générale de la Prévention des risques (Transition écologique) - Direction générale des Affaires maritimes, de la Pêche et de l'Aquaculture (Transition écologique) - Secrétariat général du ministère de l’Écologie et du Développement durable                                                            |
| Garde des Sceaux, ministre de la Justice                                                        | - Direction des services judiciaires - Direction des Affaires civiles et du Sceau - Direction des Affaires criminelles et des Grâces - Direction de l'Administration pénitentiaire - Direction de la Protection judiciaire de la jeunesse - Secrétariat général du ministère de la Justice |
| Ministre des Armées                                                                             | - État-major des armées (Président de la République) - Direction générale de l'Armement (Président de la République) - Secrétariat général pour l'Administration (Président de la République) - Direction générale de la Sécurité extérieure - Direction générale du Numérique et des Systèmes d'information et de communication - Direction générale des Relations internationales et de la Stratégie |
| Ministre de l'Europe et des Affaires étrangères                                                 | - Direction générale des Affaires politiques et de Sécurité - Direction générale de la Mondialisation, du Développement et des Partenariats - Direction générale de l'Administration et de la Modernisation - Direction de l'Union européenne - Secrétariat général du ministère des Affaires étrangères |
| Ministre du Travail, de la Santé, des Solidarités et des Familles                               | - Direction générale de la Santé (Travail) - Direction générale de l'Offre de soins (Travail) - Direction générale de la cohésion sociale (Travail + Md Égalité par délégation) - Direction générale du Travail (Travail) - Direction de la Sécurité sociale (Travail + Économie) - Secrétariat général des ministères chargés des affaires sociales |
| Ministre de la Culture                                                                          | - Direction générale des Patrimoines et de l'Architecture - Direction générale de la Création artistique - Direction générale des Médias et des Industries culturelles - Secrétariat général du ministère de la Culture |
| Ministre de l'Économie, des Finances et de la Souveraineté industrielle et numérique            | - Direction générale du Trésor - Direction générale de l’Institut national de la statistique et des études économiques - Direction générale de la Concurrence, de la Consommation et de la Répression des fraudes - Direction du Budget - Direction générale des Finances publiques - Direction générale des Douanes et Droits indirects - Direction générale des Entreprises - Secrétariat général des ministères économiques et financiers |
| Ministre de l'Éducation nationale, de l'Enseignement supérieur et de la Recherche               | - Direction générale de l'Enseignement scolaire (Éducation nationale) - Direction générale pour l'Enseignement supérieur et l'Insertion professionnelle (Éducation nationale) - Direction générale pour la Recherche et l'Innovation (Éducation nationale) - Direction de la Jeunesse, de l'Éducation populaire et de la Vie associative (Sports) - Direction des Sports (Sports) - Secrétariat général des ministères de l'Éducation nationale et de l'Enseignement supérieur et de la Recherche |
| Ministre des Sports, de la Jeunesse et de la Vie associative                                    | - Direction générale de l'Enseignement scolaire (Éducation nationale) - Direction générale pour l'Enseignement supérieur et l'Insertion professionnelle (Éducation nationale) - Direction générale pour la Recherche et l'Innovation (Éducation nationale) - Direction de la Jeunesse, de l'Éducation populaire et de la Vie associative (Sports) - Direction des Sports (Sports) - Secrétariat général des ministères de l'Éducation nationale et de l'Enseignement supérieur et de la Recherche |
| Ministre de l’Agriculture et de la Souveraineté alimentaire                                     | - Direction générale de la Performance économique et environnementale des entreprises - Direction générale de l'Alimentation - Direction générale de l'Enseignement et de la Recherche - Secrétariat général de ministère de l'Agriculture, de l'Agroalimentaire et de la Forêt |

## Répartition des fonctionnaires d'État
Au 31 décembre 2022, la fonction publique a un effectif de 5 694 000 personnes, dont 2 543 000 dans la fonction publique d’État, qui sont affectés soit dans un ministère proprement dit, soit dans un établissement public à caractère administratif (EPA).

## Répartition budgétaire
Le budget de l’État représente une partie des finances publiques (avec le budget de la sécurité sociale et celui des collectivités territoriales). Il est fixé dans les lois de finances annuelles (lois initiales pouvant être suivies de lois rectificatives).
Le budget est réparti entre missions et programmes. Leur dotations peuvent être différentes de celle des ministères (notamment pour l'action extérieure de l'État, l'enseignement scolaire et la sécurité civile).
En 2014, il est prévu, au budget général, des ressources de 227 milliards d’euros, et des charges de 309 milliards d’euros.

## Sièges des cabinets ministériels
Les cabinets ministériels sont généralement installés dans d’anciens hôtels particuliers parisiens, avec, dans certains cas, les directeurs des administrations centrales. Les locaux abritent des bureaux, et quelquefois des logements de fonctions.
À chaque changement de gouvernement, le secrétariat général du gouvernement attribue un siège à chaque cabinet ministériel.
| Lieu | Adresse | Utilisation | Illustration |
| --- | --- | --- | ------------ |
| Hôtel de Matignon                                                                                           | 57 rue de Varenne 7e arrondissement de Paris | Cabinet et services du Premier ministre (depuis 1935, alors présidence du Conseil) |              |
| Hôtel de Rothelin-Charolais                                                                                 | 101 rue de Grenelle 7e arrondissement de Paris | Cabinet du Ministère de la Fonction publique. |              |
| Hotêl de Clermont                                                                                           | 69 rue de Varenne 7e arrondissement de Paris | Cabinet du Ministère des Relations avec le parlement |              |
| Hôtel de Castries                                                                                           | 72 rue de Varenne 7e arrondissement de Paris | Cabinet du Porte-parole du Gouvernement |              |
| Hôtel de Villeroy                                                                                           | 78 rue de Varenne 7e arrondissement de Paris | Ministère chargé de l'Agriculture (depuis 1881) |              |
| Hôtel de Rochechouart                                                                                       | 110 rue de Grenelle 7e arrondissement de Paris | Ministère chargé de l'Éducation nationale (depuis 1829) |              |
| Hôtel du Châtelet                                                                                           | 127 rue de Grenelle 7e arrondissement de Paris | Ministère du Travail (depuis 1906) |              |
| Hôtel de Brienne                                                                                            | 14-16 rue Saint-Dominique 7e arrondissement de Paris | Cabinets du Ministre des Armées (depuis 1817, alors ministère de la Guerre), Secrétaire d'État chargée de la Jeunesse et du Service national universel et Secrétaire d'État chargée des Anciens combattants et de la Mémoire                                   |              |
| Ensemble Fontenoy-Ségur                                                                                     | 20 avenue de Ségur 7e arrondissement de Paris | Secrétariat d'État chargé de la Mer, secrétariat d’État chargé de l'Enfance. Administration du ministère de la Cohésion des territoires, et services du Premier ministre.                                                                                      |              |
| Hôtel du petit Monaco                                                                                       | 55 rue Saint-Dominique 7e arrondissement de Paris | Cabinet de la Ministre déléguée chargée de l'Égalité entre les femmes et les hommes et de la Lutte contre les discriminations (depuis mai 2017) |              |
| Hôtel du ministre des Affaires étrangères                                                                   | 37 quai d'Orsay 7e arrondissement de Paris | Ministère des Affaires étrangères (depuis 1856) et ministère des Affaires européennes |              |
| Ancien site de l'Imprimerie nationale                                                                       | 27 rue de la Convention 15earrondissement de Paris | Cabinets du Ministre délégué chargé du Commerce extérieur, de l'Attractivité et des Français de l'étranger, Secrétaire d'État chargée du Développement, de la Francophonie et des Partenariats internationaux                                                  |              |
| Hôtel de Roquelaure                                                                                         | 246 boulevard Saint-Germain 7e arrondissement de Paris | Cabinets du Ministre de la Transition écologique et de la Cohésion des territoires, Ministre de la Transition énergétique, Ministre délégué chargé du Logement et Secrétaire d'État chargée de la Biodiversité.                                                |              |
| Hôtel Le Play                                                                                               | 40 rue du Bac 7e arrondissement de Paris | Cabinet du Ministre délégué chargé des Transports |              |
| Ensemble Duquesne                                                                                           | 14 avenue Duquesne 7e arrondissement de Paris | Cabinets et administrations du Ministre de la Santé et de la Prévention, Ministre des Solidarités et des Familles, Ministre déléguée chargée de l'Organisation territoriale et des Professions de santé et Ministre déléguée chargée des Personnes handicapées |              |
| Hôtel de Montmorin                                                                                          | 7 Rue Oudinot 7e arrondissement de Paris | Ministère des Outre-mer (depuis 1910 alors ministère des Colonies) |              |
| Hôtel de Bourvallais                                                                                        | 11, 13 place Vendôme 30, 34, 36 rue Cambon 1er arrondissement de Paris | Ministère de la Justice (depuis 1718 alors chancellerie) |              |
| Palais-Royal                                                                                                | Place du Palais-Royal 1 à 7 rue de Valois 2 à 8 rue de Montpensier Place Colette 1er arrondissement de Paris                                                                                 | Ministère de la Culture et de la communication (depuis 1959 - héberge également le Conseil d'État et le Conseil constitutionnel) |              |
| Site des anciens collège de Navarre, collège de Boncourt, collège de Tournai, puis de l’École polytechnique | 1-21 rue Descartes 2-8 rue Clovis 48-58 rue du Cardinal-Lemoine 12-14 rue d'Arras 22 rue Monge 33-52 rue des Bernardins 17-25 rue de la Montagne-Sainte-Geneviève 5e arrondissement de Paris | Ministre chargé de l'Enseignement supérieur (héberge l’administration de la Recherche depuis 1981) |              |
| Hôtel de Beauvau                                                                                            | Place Beauvau 8e arrondissement de Paris | Ministère de l'Intérieur (depuis 1861) |              |
| Immeubles appelés « Bercy » par métonymie                                                                   | 139 rue de Bercy 12e arrondissement de Paris | Ministère de l'Économie et des Finances (depuis 1988) |              |
| Immeuble appelé « Avenue de France » par métonymie                                                          | 95 avenue de France 13e arrondissement de Paris | Cabinet et administration de la Ministre des Sports et des Jeux olympiques et paralympiques |              |

Une partie de l'administration centrale du ministère de l'écologie (France) est située en partie dans la paroi sud de l’arche de la Défense.
Et l'autre partie de l'administration centrale du ministère de l'écologie (France) est située Tour Séquoia.
L’administration centrale du ministère des Armées et l’état-Major des armées est situé à l'Hexagone Balard.
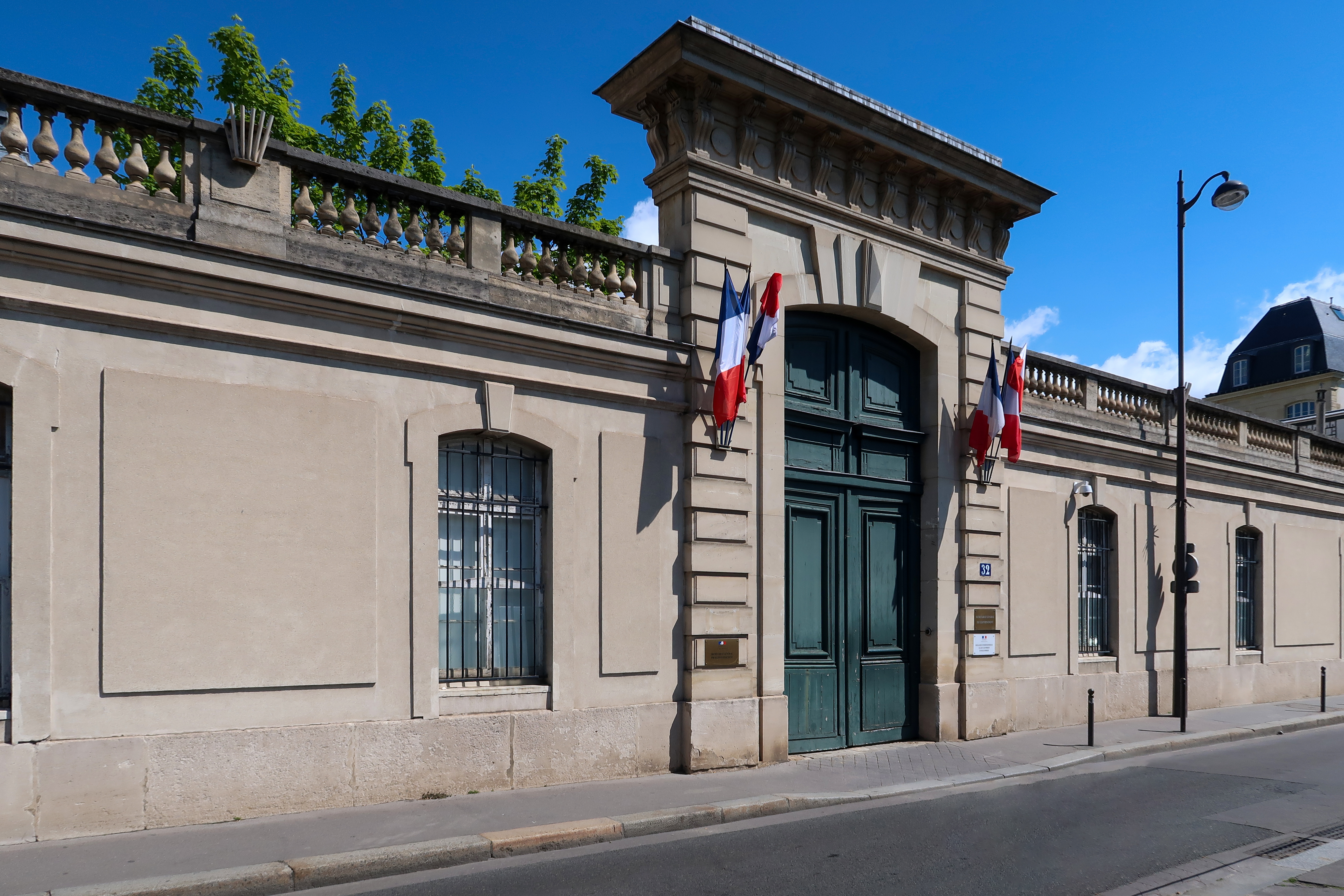
L'hôtel de Cassini abrite des administrations du Premier ministre dont le Secretariat d’État chargé de la Réforme de l’État et de la Simplification, la direction générale de l'Administration et de la Fonction publique et le secrétariat général pour l'investissement.

Sites auparavant occupés par des ministères :
- L’hôtel de la Marine, héberge les ministères puis les secrétariat d’État chargés de la Marine, entre 1789 et 1958.
- Le ministère des Finances s’installe dans l'aile Richelieu du palais du Louvre en 1871 et y reste jusqu’en 1988[64]
- L’abbaye de Penthemont héberge l’administration du ministère de la Guerre puis de la Défense entre 1915 et 2015. Le site est ensuite vendu par l'État.
- L’hôtel de Broglie-Haussonville est vendu et appartient aujourd'hui à l’Assemblée nationale.
- L’hôtel de Seignelay est vendu par l'État en 2019.

## Dans la culture

### Littérature
- Le Solliciteur, ou l'Art d'obtenir des places, comédie en 1 acte mêlée de vaudevilles (Eugène Scribe, Dupin, Varner, Ymbert, Delestre-Poirson), Paris, Théâtre des Variétés, 1817
- Les Gens de bureau (1877) d'Émile Gaboriau.
- Messieurs les ronds-de-cuir (1893) de Georges Courteline.
- Monsieur Badin, Scène de la vie de bureau (1897) de Georges Courteline.
- Vercoquin et le Plancton (1946) de Boris Vian.

### Cinéma
- L'Exercice du pouvoir (1978) de Philippe Galland.